# 本·斯塔夫斯基
本·斯塔夫斯基（英語：Ben Stawski，1990年6月5日—），英格蘭男子羽毛球運動員。

## 簡歷
2012年，本·斯塔夫斯基與艾莉莎·林姆打進瑞士國際賽的混合雙打決賽，並拿得亞軍。

## 主要比賽成績
只列出曾進入準決賽的國際賽事成績：
| 年份   | 賽事                   | 公開賽級別 | 項目     | 拍檔              | 成績   |
| ------ | ---------------------- | ---------- | -------- | ----------------- | ------ |
| 2009年 | 歐洲青年羽毛球錦標賽   | 其他       | 混合團體 | －                | 準決賽 |
| 2009年 | 歐洲青年羽毛球錦標賽   | 其他       | 混合雙打 | 劳伦·史密斯       | 準決賽 |
| 2010年 | 威爾斯羽毛球國際賽     | 國際系列賽 | 男子雙打 | Mark Middleton    | 亞軍   |
| 2011年 | 葡萄牙羽毛球國際賽     | 國際系列賽 | 混合雙打 | 劳伦·史密斯       | 亞軍   |
| 2012年 | 愛沙尼亞羽毛球國際賽   | 國際系列賽 | 男子雙打 | 马修·诺丁汉       | 準決賽 |
| 2012年 | 波蘭羽毛球國際賽       | 國際挑戰賽 | 混合雙打 | 劳伦·史密斯       | 亞軍   |
| 2012年 | 瑞士羽毛球國際賽       | 國際挑戰賽 | 混合雙打 | 艾莉莎·林姆       | 亞軍   |
| 2012年 | 威爾斯羽毛球國際賽     | 國際挑戰賽 | 混合雙打 | 劳伦·史密斯       | 準決賽 |
| 2013年 | 斯洛文尼亞羽毛球國際賽 | 國際系列賽 | 男子雙打 | 加里·福克斯       | 準決賽 |
| 2013年 | 威爾斯羽毛球國際賽     | 國際挑戰賽 | 混合雙打 | 亚历山德拉·兰利   | 準決賽 |
| 2014年 | 威爾斯羽毛球國際賽     | 國際挑戰賽 | 男子雙打 | 加里·福克斯       | 準決賽 |
| 2016年 | 保加利亞羽毛球國際賽   | 未來系列賽 | 混合雙打 | Lubomira Stoynova | 亞軍   |

| 2007-2017年 | 首要超級賽 | 超級賽 | 黃金大獎賽 | 大獎賽 | 國際挑戰賽 | 國際系列賽 | 未來系列賽 | 其他 |

| 2018-2026年 | 總決賽 | 超級1000賽 | 超級750賽 | 超級500賽 | 超級300賽 | 超級100賽 | 國際挑戰賽 | 國際系列賽 | 未來系列賽 | 其他 |